# 195 Eurykleia
A 195 Eurykleia a Naprendszer kisbolygóövében található aszteroida. Johann Palisa fedezte fel 1879. április 19-én.